# Lost Tracks
Lost Tracks – trzeci album Anouk wydany 29 marca 2001 roku.

## Lista utworów
1. „Break down the wall (original version)”
2. „Love (acoustic version for radio 3FM)”
3. „Don't (remix)”
4. „Sacrifice (string version)”
5. „Home is in my head”
6. „Redemption (duet The Anonymous)”
7. „I Alone (duet Sarah Bettens / K's Choice - 2 Meter sessie)”
8. „Nobody's Wife (reggae version - 2 meter sessie)”
9. „Lovin Whiskey (live)”
10. „Last Time”
11. „It's so hard (2 meter sessie)”
12. „Break down the wall (acoustic version for Veronica FM)”
13. „Don't (acoustic version)”
14. „In the sand”
15. „R.U. kiddin me”